# Temporada 1983-84 de los Indiana Pacers
La temporada 1983-84 fue la octava de los Indiana Pacers en la NBA, tras la fusión de la liga con la ABA, donde había jugado nueve temporadas más. La temporada regular acabó con 26 victorias y 56 derrotas, ocupando el undécimo y último puesto de la conferencia Este, no logrando clasificarse para los playoffs.

## Elecciones en elDraft
| Ronda | Puesto | Jugador           | Posición | Nacionalidad   | Universidad    |
| ----- | ------ | ----------------- | -------- | -------------- | -------------- |
| 1     | 2      | Steve Stipanovich | Pívot    | Estados Unidos | Missouri       |
| 1     | 23     | Mitchell Wiggins  | Escolta  | Estados Unidos | Florida State  |
| 2     | 26     | Leroy Combs       | Alero    | Estados Unidos | Oklahoma State |
| 2     | 40     | Jim Thomas        | Escolta  | Estados Unidos | Indiana        |

## Temporada regular
| División Central    | División Central | División Central | División Central | División Central | División Central | División Central | División Central | División Central |
| Equipo              | G                | P                | %                | PD               | Casa             | Fuera            | Div              |                  |
| ------------------- | ---------------- | ---------------- | ---------------- | ---------------- | ---------------- | ---------------- | ---------------- | ---------------- |
| y-Milwaukee Bucks   | 50               | 32               | .610             | –                | 30–11            | 20–21            | 19–10            |                  |
| x-Detroit Pistons   | 49               | 33               | .598             | 1                | 30–11            | 19–22            | 21–8             |                  |
| x-Atlanta Hawks     | 40               | 42               | .488             | 10               | 31–10            | 9–32             | 16–14            |                  |
| Cleveland Cavaliers | 28               | 54               | .341             | 22               | 23–18            | 5–36             | 11–19            |                  |
| Chicago Bulls       | 27               | 55               | .329             | 23               | 18–23            | 9–32             | 10–20            |                  |
| Indiana Pacers      | 26               | 56               | .317             | 24               | 20–21            | 6–35             | 12–18            |                  |

## Estadísticas
| Rk | Jugador           | Edad | P  | PT | MP   | TC  | TCI  | %TC  | T3  | T3I | %T3  | TL  | TLI | %TL   | RO  | RD  | RT  | AS  | RB  | TAP | BP  | FP  | PTS  |
| -- | ----------------- | ---- | -- | -- | ---- | --- | ---- | ---- | --- | --- | ---- | --- | --- | ----- | --- | --- | --- | --- | --- | --- | --- | --- | ---- |
| 1  | Clark Kellogg     | 22   | 79 | 79 | 33.9 | 7.8 | 15.1 | .519 | 0.1 | 0.3 | .333 | 3.3 | 4.3 | .768  | 2.9 | 6.2 | 9.1 | 3.0 | 1.5 | 0.4 | 2.8 | 3.1 | 19.1 |
| 2  | Herb Williams     | 25   | 69 | 53 | 33.0 | 6.0 | 12.5 | .478 | 0.0 | 0.1 | .000 | 3.0 | 4.3 | .702  | 2.2 | 5.8 | 8.0 | 3.1 | 0.9 | 1.6 | 3.0 | 2.8 | 14.9 |
| 3  | Jerry Sichting    | 27   | 80 | 80 | 31.2 | 5.0 | 9.3  | .532 | 0.1 | 0.3 | .300 | 1.5 | 1.7 | .867  | 0.6 | 1.6 | 2.1 | 5.7 | 1.1 | 0.1 | 1.8 | 2.2 | 11.5 |
| 4  | Steve Stipanovich | 23   | 81 | 73 | 30.0 | 4.8 | 10.1 | .480 | 0.0 | 0.2 | .188 | 2.3 | 3.0 | .753  | 1.4 | 5.5 | 6.9 | 2.1 | 0.9 | 0.8 | 2.0 | 3.7 | 12.0 |
| 5  | Butch Carter      | 25   | 73 | 54 | 28.0 | 5.7 | 11.8 | .479 | 0.2 | 0.6 | .326 | 1.9 | 2.4 | .764  | 1.0 | 1.1 | 2.1 | 2.8 | 1.8 | 0.2 | 1.9 | 2.9 | 13.4 |
| 6  | George Johnson    | 27   | 81 | 20 | 25.6 | 5.1 | 10.9 | .465 | 0.1 | 0.6 | .234 | 2.8 | 3.3 | .826  | 1.7 | 4.0 | 5.7 | 2.4 | 1.0 | 0.6 | 2.3 | 3.2 | 13.0 |
| 7  | Jim Thomas        | 23   | 72 | 15 | 16.9 | 2.6 | 5.6  | .464 | 0.0 | 0.2 | .091 | 1.1 | 1.5 | .727  | 0.8 | 1.3 | 2.1 | 1.8 | 0.8 | 0.1 | 1.0 | 1.6 | 6.3  |
| 8  | Sidney Lowe       | 24   | 78 | 2  | 15.9 | 1.4 | 3.3  | .413 | 0.0 | 0.2 | .111 | 1.4 | 1.8 | .777  | 0.4 | 1.2 | 1.6 | 3.4 | 1.2 | 0.1 | 1.4 | 1.4 | 4.2  |
| 9  | Kevin McKenna     | 25   | 61 | 13 | 15.1 | 2.5 | 6.1  | .410 | 0.0 | 0.3 | .176 | 1.3 | 1.6 | .816  | 0.5 | 1.1 | 1.6 | 1.9 | 0.8 | 0.1 | 1.0 | 2.2 | 6.3  |
| 10 | Brook Steppe      | 24   | 61 | 13 | 14.0 | 2.4 | 5.1  | .471 | 0.0 | 0.0 | .000 | 2.2 | 2.6 | .832  | 0.7 | 1.3 | 2.0 | 1.3 | 0.6 | 0.1 | 1.4 | 1.5 | 7.0  |
| 11 | Granville Waiters | 23   | 78 | 8  | 13.3 | 1.6 | 3.1  | .517 | 0.0 | 0.0 | .000 | 0.4 | 0.7 | .608  | 0.8 | 2.1 | 2.9 | 0.8 | 0.3 | 1.1 | 0.8 | 2.1 | 3.6  |
| 12 | Bruce Kuczenski   | 22   | 5  | 0  | 10.2 | 1.0 | 3.4  | .294 | 0.0 | 0.0 |      | 0.8 | 0.8 | 1.000 | 0.6 | 1.2 | 1.8 | 0.4 | 0.0 | 0.0 | 1.6 | 1.6 | 2.8  |
| 13 | Leroy Combs       | 23   | 48 | 0  | 9.3  | 1.7 | 3.4  | .497 | 0.0 | 0.1 | .000 | 1.2 | 1.9 | .615  | 0.4 | 0.8 | 1.2 | 0.8 | 0.5 | 0.4 | 1.0 | 1.0 | 4.5  |
| 14 | Tracy Jackson     | 24   | 2  | 0  | 5.0  | 0.5 | 2.0  | .250 | 0.0 | 0.0 | .250 | 2.0 | 2.0 | 1.000 | 0.5 | 0.0 | 0.5 | 0.0 | 0.0 | 0.0 | 0.5 | 1.5 | 3.0  |

## Galardones y récords
| Jugador           | Galardón                            |
| Steve Stipanovich | Mejor quinteto de rookies de la NBA |